# Barruelo de Santullán
Barruelo de Santullán is een gemeente in de Spaanse provincie Palencia in de regio Castilië en León met een oppervlakte van 53,30 km². Barruelo de Santullán telt 1.235 inwoners (1 januari 2016).